# Edward Robinson (bibliste)
Pour les articles homonymes, voir Edward Robinson.
Edward Robinson (10 avril 1794 - 27 janvier 1863), est un exégète et bibliste américain. Son Greek and English Lexicon of the New Testament (1836; dernière révision, 1850) est devenu un ouvrage faisant autorité aux États-Unis et a été réimprimé à plusieurs reprises en Grande-Bretagne.
Son Magnum opus, Biblical Researches in Palestine, est un travail fondateur en géographie biblique et en archéologie biblique. Il l'a écrit grâce à un travail de terrain mené en Palestine ottomane entre la fin des années 1830 et 1850. Ceci lui a valu d'être surnommé le « Père de la géographie biblique » et le « Fondateur de.la Palestinologie moderne. »  

## Biographie
Robinson est né à Southington, dans le Connecticut, et a grandi dans une ferme. Son père a été pasteur au sein de l'église congrégationaliste de sa ville de naissance pendant quatre décennies. Le jeune Robinson a enseigné dans des écoles d'East Haven et de Farmington de 1810 à 1811 pour gagner l'argent lui permettant d'entrer à l'université. Il a étudié au Hamilton College, à Clinton (New York), où son oncle maternel, Seth Norton, était professeur. Il a obtenu son diplôme en 1816.
En 1821, il se rend à Andover, dans le Massachusetts, où il publie sa traduction des livres I, IX, XVIII et XIX de l' Iliade. Là, il aide aussi Moses Stuart à préparer la seconde édition (1823) de sa Grammaire hébraïque. Il traduit en anglais (1825) Clavis Philologica Novi Testamenti de Wahl.
Robinson se rend en Europe pour étudier les langues anciennes, principalement à Halle et à Berlin (1826-1830). À Halle, il épouse en 1828 l'écrivaine allemande Therese Albertine Luise. Après le retour du couple aux États-Unis, Robinson est nommé professeur extraordinaire de littérature sacrée au Séminaire théologique d'Andover (1830-1833).
Robinson fonde le Biblical Repository (1831), qu'il a édité pendant quatre ans. Il établit aussi la Bibliotheca Sacra (1843), dans laquelle est ensuite fusionné le Biblical Repository. Il passe trois ans à Boston à travailler sur un lexique de grec scripturaire.
La maladie l'amène à déménager à New York. Il est professeur de littérature biblique à l'Union Theological Seminary à partir de 1837 et jusqu'à sa mort.

## Exploration de la Palestine

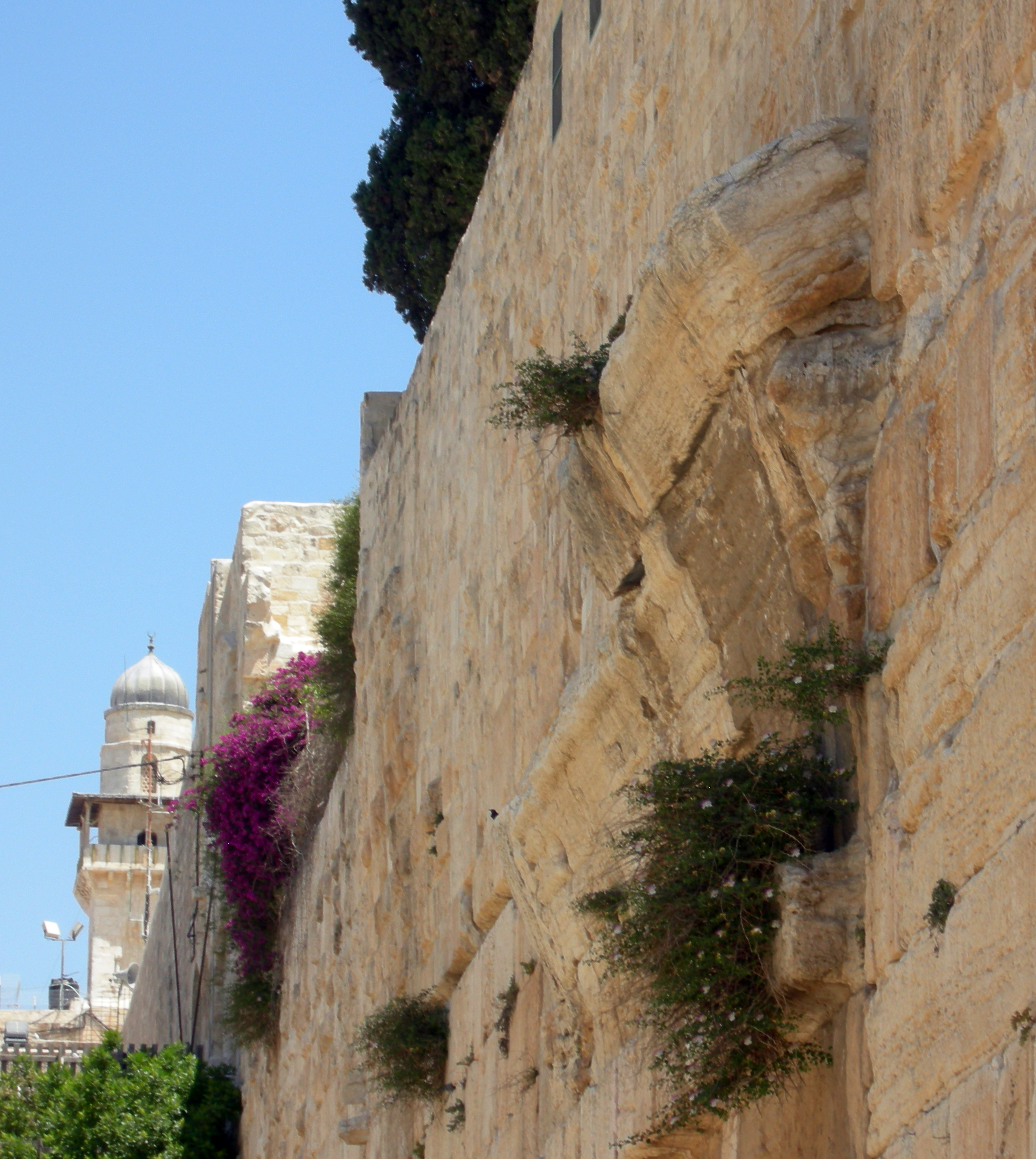
L', situé sur le flanc sud-ouest du mont du Temple, il supportait un escalier menant au Temple.

En 1836, Robinson publie à la fois une traduction du lexique hébreu de Wilhelm Gesenius et un lexique du Nouveau Testament grec.
Robinson se rend en Palestine en 1838 en compagnie du révérend Eli Smith. Il publie Biblical Researches in Palestine en 1841, ce qui lui vaut la médaille d'or de la Royal Geographical Society en 1842. Il est élu membre de l'Académie américaine des arts et des sciences en 1847.
Robinson a, avec Smith, identifié de multiples lieux référencés dans la Bible. Ce travail a établi sa réputation de "fondateur" de l'archéologie biblique et a influencé une grande partie des futurs travaux archéologiques sur le terrain. Parmi ses découvertes à Jérusalem, le tunnel de Siloam et l'arche de Robinson (en) dans la vieille ville ; cette structure été plus tard nommée en son honneur.
Les deux hommes sont retournés en Palestine ottomane en 1852 pour des recherches supplémentaires. En 1856, l'édition augmentée de Biblical Researches est publiée simultanément en anglais et en allemand.

## Travaux publiés
- Dictionary of the Holy Bible for the Use of Schools and Young Persons (Boston, 1833)
- Greek and English Lexicon of the New Testament (1836; dernière édition, New York, 1850), basé sur le Clavis Philologica Novi Testamenti de Christian A. Wahl. Cet ouvrage, supérieur à sa propre traduction des travaux de Wahl est devenu une œuvre faisant autorité aux États-Unis et a été réimprimé à plusieurs reprises en Grande-Bretagne.
- Biblical Researches in Palestine and Adjacent Countries (trois volumes, Boston et Londres, 1841; édition allemande, Halle, 1841; seconde édition augmentée, 1856, publié en anglais et en allemand)
- Greek Harmony of the Gospels (1845; seconde édition, 1851)
- English Harmony of the Gospels (1846)
- Memoir of Rev. William Robinson, with some Account of his Ancestors in this Country (imprimé à compte d'auteur, New York, 1859). Retrace la vie de son père, pasteur pendant 41 ans à Southington, Connecticut.
- Physical Geography of the Holy Land (New York and London, 1865). Il s'agit d'un travail complémentaire à l'ouvrage Biblical Researches, édité par sa femme après son décès
- Éditions révisées de ses Harmonies grecques et anglaises, éditées par Matthew B. Riddle, publiées en 1885 et 1886 après la mort de Robinson

Éditions et traductions : 
- Philipp Karl Buttmann, Greek Grammar (1823; 3e édition, 1851)
- Georg Benedikt Winer, Grammar of New Testament Greek (1825), avec Moses Stuart (en)
- Christian Abraham Wahl, Clavis Philologica Novi Testamenti (1825)
- Wilhelm Gesenius, Hebrew Lexicon of the Old Testament, dont the Biblical Chaldee (1836; 5e édition, avec des corrections et des ajouts, 1854)

Relecture : 
- Augustine Calmet, Dictionary of the Bible (Boston, 1832)